# Andreas Franz Wilhelm Schimper
Andreas Franz Wilhelm Schimper, född 12 maj 1856 i Strassburg, död 10 september 1901 i Basel, var en tyskspråkig botaniker och växtgeografisk ekolog, son till Wilhelm Philipp Schimper.
Schimper doktorerade i Strassburg 1878, var därefter verksam i Lyon och Baltimore innan han blev extra ordinarie professor i botanik i Bonn 1886 och därefter professor i Basel 1898. Schimper företog ett flertal botaniska forskningsresor, som starkt påverkade hans skifte av forskningsinriktning från växtfysiologin mot växtgeografin.  Han besökte Västindien och Venezuela 1882-83, Brasilien 1886, samt Ceylon och Java 1889-90. Slutligen deltog han som botanist i den tyska djuphavsexpeditionen med Valdivia 1898-99. Under denna resa ådrog han sig den malaria som ledde till hans död vid 45 års ålder.
Schimpers mest framstående arbete var Pflanzengeographie auf physiologischer grundlage (1898), ett av de verk som lade grunden för den moderna ekologiska vetenskapen genom att ge den första utförliga framställningen av jordens vegetation som förklarade växternas utseende, utbredning och förändringar i samklang med växtfysiologins forskningsrön.
Auktorsnamnet  A.Schimp. kan användas för Andreas Franz Wilhelm Schimper i samband med ett vetenskapligt namn inom botaniken; se Wikipediaartiklar som länkar till auktorsnamnet.

## Övriga skrifter i urval
- Die wechselbeziehungen zwischen pflanzen und ameisen (1888)
- Die epiphytische vegetation Amerikas (1888)
- Ueber schutzmittel des laubes gegen transpiration (1890)
- Die indomalayische strandflora (1891).